# Lars Carlsson (piłkarz)
Lars Carlsson (ur. 2 września 1930 w Hammar, zm. 13 kwietnia w Oxelösund) – piłkarz szwedzki grający na pozycji bramkarza

## Kariera klubowa
W swojej karierze piłkarskiej Carlsson grał w klubie Örebro SK.

## Kariera reprezentacyjna
W 1952 roku Carlsson został powołany do reprezentacji Szwecjina igrzyska olimpijskie w Helsinkach. Szwecja na tym turnieju zdobyła brązowy medal, a Carlsson pełnił rolę trzeciego bramkarza. Ostatecznie w kadrze narodowej nie zadebiutował.